# Francisco Antonio de Agurto

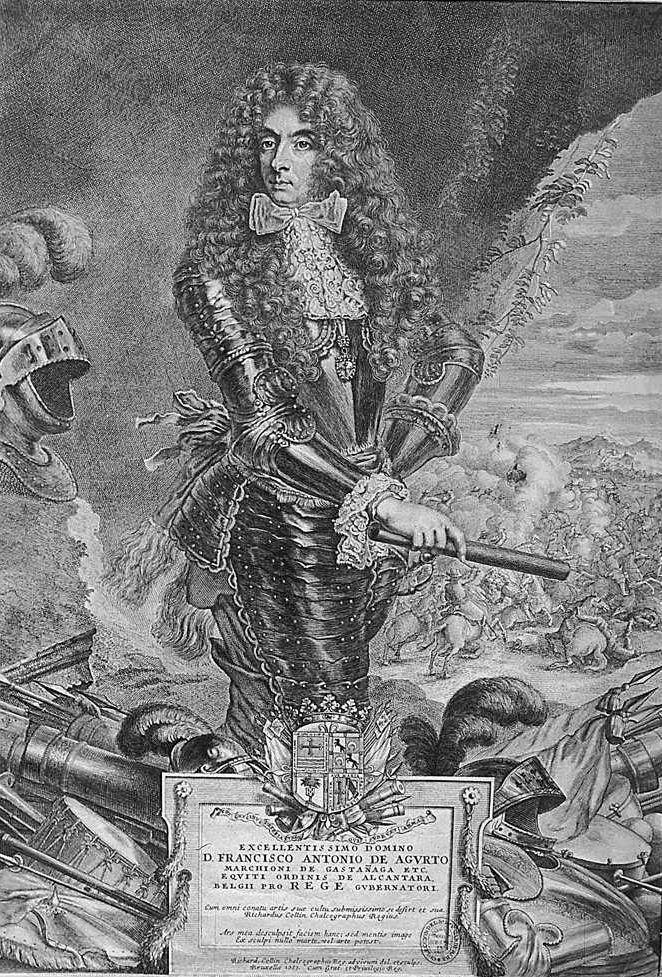
Francisco Antonio de Agurto, Gravur von Richard Collin (1626–1687)

Francisco Antonio de Agurto y Salcedo (* 1640 in Vitoria; † 2. November 1702 in Saragossa) war ein spanischer Adliger, Vizekönig und Statthalter baskischer Herkunft.

## Leben
Francisco Antonio de Agurto war ein jüngerer Sohn von Antonio de Agurta y Álava und Catalina de Salcedo Medrano. Er wurde am 26. Februar 1676 zum 1. Marqués de Gastañaga ernannt.
Von 1685 bis 1692 war er Statthalter der habsburgischen Niederlande, nachdem Carlos de Gurrea, Herzog von Villahermosa sich geweigert hatte, die Aufgabe nach 1675–1680 ein zweites Mal zu übernehmen. Er begann 1687 den Bau einer neuen königlichen Sankt-Josephs-Kapelle in Waterloo als Versuch, sich am Hof in ein günstiges Licht zu setzen.
Er führte die spanischen Truppen in der Schlacht bei Fleurus (1690) und verteidigte erfolglos Mons gegen die Franzosen, was den Unwillen des englischen Königs Wilhelm III. erregte, dessen Forderung nach Ablösung des Marqués de Gastañaga vom spanischen König Karl II. entsprochen wurde. Sein Nachfolger wurde – auf englischen Vorschlag hin – der Kurfürst Max Emanuel von Bayern.
Als sich in der nachfolgenden Untersuchung herausstellte, dass er für den Verlust von Mons nicht verantwortlich war, ernannte ihn der König 1694 zum Vizekönig von Katalonien, wo er sich während des Kriegs der Großen Allianz (1688–1697) mit einer französischen Invasion auseinandersetzen musste. 1696 wurde er als Vizekönig entlassen. Nach dem Tod des letzten Habsburger-Königs (1700) und dem Wechsel auf die Dynastie der Bourbonen wurde er Oberst im Gardekavallerieregiment des neuen Königs Philipp V., eine Funktion, die er bis zu seinem Tod 1702 innehatte.
Francisco Antonio de Agurto blieb unverheiratet. Der Titel des Marqués de Gastañaga ging an seinen Bruder Iñigo Eugenio (1648–1715) über.